# آمنیوسیت
آمنیوسیت در واقع یک سلول جنینی است که در مایع آمنیوتیک شناور است. انجام آزمایش بر روی آمنیوسیت‌ها از مهم‌ترین روش‌های تشخیصی پیش از بارداری برای بررسی وضعیت سلامت جنین است. به عنوان مثال برای تشخیص ناهنجاری‌های کروموزومی، از دی‌ان‌ای به‌دست آمده از آمنیوسیت‌ها استفاده می‌شود. با روش آمنیوسنتز می‌توان آمنیوسیت‌ها را برای انجام آزمایش به‌دست‌آورد.
آمنیوسنتز روشی است که در آن مایع آمنیوتیک از رحم برای آزمایش یا درمان برداشته می‌شود. مایع آمنیوتیک مایعی است که در هنگام بارداری جنین را احاطه نموده و از آن محافظت می‌کند. این مایع حاوی سلول‌های جنینی و مواد شیمیایی مختلف تولید شده توسط جنین است. از این آزمایش می‌توان به منظور اطمینان از سلامت جنین از نظر ابتلا به نشانگان داون و سایر بیماری‌های مشابه و همچنین بعضی بیماری‌های ژنتیکی دیگر مثل تالاسمی یا هموفیلی، بیماری دوشن یا بسیاری بیماری‌های دیگر ژنتیکی استفاده کرد.